# (10120) Ypres
(10120) Ypres – planetoida z grupy pasa głównego asteroid okrążająca Słońce w ciągu 5 lat i 250 dni w średniej odległości 3,18 j.a. Została odkryta 18 grudnia 1992 roku w obserwatorium astronomicznym w  Caussols przez Erica Elsta. Nazwa planetoidy pochodzi od miasta Ieper (fr. Ypres) w Belgii. Przed nadaniem nazwy planetoida nosiła oznacznie tymczasowe (10120) 1992 YH2.